# Oar pallens
Oar pallens är en fjärilsart som beskrevs av Lucas 1948. Oar pallens ingår i släktet Oar och familjen mätare. Inga underarter finns listade i Catalogue of Life.